# René Duprée
René Emile Goguen, meglio conosciuto con il ring name René Duprée (Moncton, 15 dicembre 1983), è un wrestler e culturista canadese di origini francesi, sotto contratto con la Pro Wrestling Noah.
Duprée è noto per i suoi trascorsi nella World Wrestling Entertainment tra il 2003 e il 2007, dove ha detenuto una volta il World Tag Team Championship (con Sylvain Grenier) e il WWE Tag Team Championship (con Kenzo Suzuki).

## Carriera

### World Wrestling Entertainment (2003–2007)

#### Alleanza con Sylvain Grenier (2003–2004)
Duprée debutta in WWE a 19 anni, nel 2003 nel roster di Raw; qui forma con Sylvain Grenier il tag team francese de La Résistance. I due debuttano il 28 aprile 2003 a Raw attaccando Scott Steiner, poiché quest'ultimo aveva paragonato la Francia all'inferno. Inizia così una faida fra i francesi e Steiner e Test, costretto ad essere il compagno di Big Poppa Pump dalla sua fidanzata Stacy Keibler. I due francesi vincono il loro match contro Steiner e Test al loro debutto in PPV a Judgment Day. Questo porterà i due ad un match per il World Tag Team Championship detenuti allora da Kane e Rob Van Dam a Bad Blood: La Résistance trionfa e Duprée diventa a 19 anni il wrestler più giovane di sempre ad aver vinto un titolo in WWE.
Inizia quindi un feud con i Dudley Boyz che porterà i due francesi a perdere i loro titoli. Intanto ai due si affianca anche Rob Conway e quando Grenier s'infortuna Duprée inizia a lottare in coppia con Conway, fino a quando Grenier non tornerà il 15 marzo 2004. I tre però non lotteranno mai più insieme: la settimana dopo Duprée passerà, per effetto della Draft Lottery, al roster di SmackDown!.

#### Alleanza con Kenzo Suzuki (2004–2005)
Duprée debuttò nel roster di SmackDown! il 25 marzo 2004 sconfiggendo Billy Kidman.
Qui il personaggio di Duprée si evolse: iniziò ad usare un balletto durante i match chiamato "The French Tickler", cambiò la sua finisher ed iniziò ad essere accompagnato da un barboncino di nome Fifì. Per una sola settimana, il 22 aprile 2004, ebbe anche un suo talk show personale, chiamato Cafe de René, avendo come ospite Torrie Wilson.
Per alcuni mesi Duprée tentò di conquistare lo United States Championship detenuto da John Cena, senza riuscirci. In particolare, Duprée venne sconfitto da Cena il 16 maggio 2004 a Jugment Day, fallendo l'assalto al titolo, e, in seguito, partecipò il 27 giugno ad un Fatal 4-Way Elimination match che includeva anche Booker T e Rob Van Dam a The Great American Bash, ma venne eliminato da Booker T dopo una F-U di Cena. Duprée tornò allora alla divisione di coppia, alleandosi col giapponese Kenzo Suzuki, e insieme i due vinsero il WWE Tag Team Championship il 9 settembre a SmackDown! battendo Billy Kidman e Paul London, approfittando del fatto che Kidman aveva lasciato l'infortunato London da solo. Il 3 ottobre, a No Mercy, difesero i titoli in maniera scorretta contro la coppia formata da Rey Mysterio e Rob Van Dam. I due, però, persero i titoli in un'altra edizione di SmackDown! esattamente tre mesi dopo, il 9 dicembre contro Rey Mysterio e Rob Van Dam, interrompendo il loro regno durato 91 giorni. L'alleanza franco-nipponica di Duprée e Suzuki fallì in seguito l'assalto ai titoli di coppia contro Mysterio e Van Dam il 12 dicembre ad Armageddon.
Da allora Duprée ebbe sempre meno spazio negli show della WWE nel rostler blu, fino a ritornare a Raw durante la Draft Lottery del 2005.

#### Competizione singola (2005–2006)
Nel roster di Raw Duprée cambierà di nuovo look: baffi, capelli e sopracciglia nere e si farà chiamare The French Phenom. Duprée ritorna a Raw sconfiggendo Val Venis il 3 luglio. Duprée otterrà sempre più vittorie a Raw, sconfiggendo wrestler come The Hurricane, Matt Striker, Tajiri e Val Venis. Nel settembre 2005 inizia a soffrire di un'ernia che lo costringe a fermarsi.
Duprée viene quindi mandato nell'Ohio Valley Wrestling per riprendere i ritmi da wrestler. Qui la sua ernia ricompare e viene sottoposto ad un intervento chirurgico senza successo. Il periodo di stop si allunga fino a marzo 2006 dove ricomincia a lottare nella Deep South Wrestling. Nello stesso mese rinnova il suo contratto con la WWE. Nell'aprile 2006 Duprée ricomincia a lottare in alcuni match non trasmessi dalle telecamere.

#### Varie faide e licenziamento (2006–2007)
L'8 agosto durante una puntata di ECW, viene trasmesso un promo di Duprée con un nuovo look; nel video il franco-canadese annuncia il suo imminente debutto nel roster ECW. Dopo qualche vittoria contro Balls Mahoney, il brevissimo ritorno della Resistance con Grenier, Duprée non apparve più in televisione e il 26 luglio 2007, fu licenziato.

### Circuito indipendente (2007–presente)
Qualche tempo dopo, Goguen ha ripreso a lottare nella HUSTLE, federazione giapponese, con il nome René Bonaparte, debuttando il 15 agosto 2007 in un match vinto contro Tajiri. In seguito ha formato il tag team Armageddon con Travis Tomko.
Nel 2009 ha lottato nella American Wrestling Rampage dove ha conquistato il titolo di World Heavyweight Champion sconfiggendo Rob Van Dam. Qualche mese dopo ha perso il titolo contro lo stesso RVD.
Dal gennaio 2010 ha iniziato a combattere regolarmente nella All Japan Pro Wrestling e successivamente nella Pro Wrestling Noah e nella Wrestle-1.
Il 12 agosto 2017 Duprée e Sylvain Grenier hanno sconfitto Kryss Thorn e Scotty O'Shea conquistando il CWF Tag Team Championship.

## Personaggio

### Mosse finali
- Bonsoir (Scoop lift piledriver)
- Cobra clutch slam – 2005–2006
- Loire Valley Driver (Death valley driver) – 2004

### Manager
- Hiroko

### Soprannomi
- "The Aristocrat of Badness"
- "The French Ladykiller"
- "The French Phenom"
- "The Montréal Phenom"
- "The Pardee Beach Bad Boy"

### Musiche d'ingresso
- Final Force di Jim Johnston (2003–2004; usata in coppia con Sylvain Grenier)
- Hirohito Force di Jim Johnston (2004–2005; usata in coppia con Kenzo Suzuki)
- Final Force 2.0 di Jim Johnston (2005–2007)

## Titoli e riconoscimenti

### Bodybuilding
- Canada Bodybuilding National Champion (2001)

### Wrestling professionistico
- All Japan Pro Wrestling
  - Gaora TV Championship (1)
- American Wrestling Rampage
  - AWR Heavyweight Championship (2)
  - AWR No Limits Championship (1)
- Canadian Wrestling Federation
  - CWF Tag Team Championship (1) – con Sylvain Grenier
- Federation de Lutte Quebecoise
  - FLQ Tag Team Championship (1) – con The Beast King FTM
- Great North Wrestling
  - GNW Canadian Championship (1)
- No Limit Wrestling
  - NLW Heavyweight Championship (1)
- Pro Wrestling Noah
  - GHC Tag Team Championship (1) – con El Hijo de Dr. Wagner Jr.
  - Global Tag League (2020) – con El Hijo de Dr. Wagner Jr.
- Southside Wrestling Entertainment
  - SWE Heavyweight Championship (1)
- World Wrestling Entertainment
  - World Tag Team Championship (1) – con Sylvain Grenier
  - WWE Tag Team Championship (1) – con Kenzo Suzuki
- Wrestling Observer Newsletter
  - Worst Tag Team (2003) con Sylvain Grenier